# Razel-Bec
Pour les articles homonymes, voir Bec (homonymie).
Razel est une entreprise française fondée par Émile Razel en 1880, spécialisée dans les terrassements, le génie civil, les travaux souterrains, les travaux routiers et les travaux spéciaux. Cette société est une filiale du Groupe Fayat.

## Historique
Émile Razel, tailleur de pierre et maçon crée l'entreprise en 1880 à Pompierre-sur-Doubs dans le Doubs.
En 1945 a lieu la première mission de productivité de l'entreprise aux États-Unis.
Le groupe Razel devient le numéro 1 du terrassement en Europe en 1970.
Il est vendu par les frères Paul et Claude Razel au consortium formé par SAE et Dumez en 1990. L'entreprise est achetée en 1994 par le groupe allemand Bilfinger Berger.
En octobre 2008, Bilfinger Berger vend Razel au groupe Fayat, numéro 4 du bâtiment et travaux publics français pour 137 millions d'euros. À la suite de ce rachat l'entreprise Razel fusionne avec l'entreprise Bec frères, qui appartient au groupe Fayat, et s'appelle désormais Razel-Bec.

### Histoire des sociétés

#### Razel
L’histoire commence en 1880, alors qu’Émile Razel, âgé de 34 ans et tailleur de pierres commence à entreprendre de petits ouvrages de terrassement et de maçonnerie à Pompierre, dans le département du Doubs. Il va petit à petit se constituer une équipe, un outillage et un capital. En 1907, son fils aîné, également nommé Émile Razel, entre dans l’entreprise et y apporte une impulsion nouvelle. Quinze ans plus tard, son père meurt à l’âge de 76 ans. En 1927, Émile et son frère cadet René importent des États-Unis le premier tracteur Caterpillar à chenilles 33 cv et améliorent de ce fait considérablement la technique des terrassements. En 1933, Émile Razel fils meurt à l’âge de 49 ans.
Le temps passe et l’entreprise va s’affirmer en 1980 comme leader français des terrassements mécaniques avec à sa tête Paul et Claude Razel, fils de René. Cependant elle va chercher à se diversifier, en voulant s’imposer dans les domaines du souterrain, des ouvrages d’art mais aussi du bâtiment. Entre 1970 et 1991, l’entreprise va réaliser d’énormes projets tels que la LGV Atlantique, des barrages, des centrales nucléaires, l’aéroport de Roissy, le métro de Toulouse et son passage sous la Garonne ainsi que des ponts de toutes sortes. Razel s’implante également en Afrique et y réalise énormément de chantiers, que ce soit des routes, des barrages, des ponts ou des chemins de fer.
En 1991, après 111 ans passés dans le giron familial, l’entreprise Razel Frères ayant atteint l’apogée dans ses métiers est cédée, pour un nouveau départ, à Dumez-Sae qui la rétrocède en 1994 à Bilfinger Berger. Depuis octobre 2008 c’est le groupe Fayat qui en est propriétaire.

#### Bec
De la même sorte, la naissance de Bec est une histoire de famille puisqu'en 1936, les 5 frères Justin, Albert, Joseph, Paul et Émile Bec se regroupent en société de fait pour réaliser différents travaux de terrassements agricoles. Cette famille aveyronnaise s’implante alors à Clermont-l'Hérault, ses premiers travaux étant principalement des labours et du défonçage de terrain.
C’est en 1945 que l’entreprise Bec Frères va réaliser ses premiers ouvrages de travaux publics et ce, pendant 15 ans. En 1960, la petite entreprise familiale entame sa diversification en s’attaquant au marché routier et autoroutier tout en confirmant son intérêt pour les barrages (réalisation de l’autoroute de l’Esterel sur la Côte d’Azur et premier barrage réalisé, dit du Salagou dans l’Hérault en 1964). Un an après cela, en 1965, l’entreprise débute des activités de bâtiments, de voiries et réseaux divers (VRD), d’ouvrages d’art et même l’ouverture d’un premier chantier à l’étranger avec l’ aéroport de Gérone, en Espagne.
L’entreprise va devenir société anonyme (SA) en 1969, son capital étant entièrement détenu par la famille. Le siège administratif est déplacé à Saint-Georges d’Orques, au nord-ouest de Montpellier. Pendant ce temps, neuf chantiers autoroutiers sont en cours d’exécution simultanément en France et à l’étranger.
En 1975, la première génération passe la main et Henri Bec, fils de Joseph, est nommé PDG de la société. L’entreprise évolua et continua sa diversification avec, huit ans plus tard, la réalisation de son premier tunnel dit « des 13 vents » à Marseille. Puis, en 1986, Bec Frèes se regroupe avec Bec Construction et développe ainsi son activité dans le bâtiment.
Deux ans plus tard, l’entreprise va innover en France en important la méthode du béton compacté au rouleau (BCR), procédé choisi pour réaliser le barrage des Olivettes, non loin de Pézenas. En 1994, Bec Frères rachète Perforex (entreprise de travaux publics spécialisée dans les travaux souterrains, utilisant la méthode du pré découpage du terrain et mise en place de prévoutes en béton. Méthode brevetée sous de nom de « Perforex ») et complète son domaine d’activité par les travaux souterrains.
En 2002, l’entreprise tourne une nouvelle pageface à des problèmes de trésorerie récurrents. En effet, les activités de l’entreprise nécessitaient une grande surface financière que l’entreprise indépendante ne pouvait plus fournir. Bec Frères est rachetée par le groupe Fayat, groupe pratiquant une politique de décentralisation des responsabilités. Sans ingérences de la part de Fayat, avec des moyens maintenus, l’entreprise a gardé son identité, facteur important vis-à-vis des partenaires locaux et des employés[réf. nécessaire].